# Shakespearesällskapet
Shakespearesällskapet  är ett svenskt sällskap som sprider information om William Shakespeares liv och verk. Sällskapet bildades 23 april 2001 och ger ut tidskriften Shakespeare fyra gånger om året. Där har man sedan starten i temanummer behandlat många av Shakespeares pjäser. På sällskapets hemsida finns ett stort antal artiklar och intervjuer ur tidigare nummer. Artiklarna kan innehålla olika pjäsers historik och händelseförlopp, intervjuerna med regissörer, skådespelare och andra kan handla om Shakespeareuppsättningar dessa medverkat i. Förutom temanummer om olika pjäser, har andra teman förekommit i tidskriften, som till exempel "Shakespeare i skolan", "Shakespeare på film", "Kvinnligt och manligt" och "Shakespeare på annat sätt".
Shakespearesällskapet vill visa att Shakespeare är en man för alla tider (som hans kollega Ben Jonson förutspådde), och för alla människor, eftersom hans pjäser behandlar frågor som fortfarande är aktuella.